# Gampsocera mutata
Gampsocera mutata är en tvåvingeart som beskrevs av Becker 1911. Gampsocera mutata ingår i släktet Gampsocera och familjen fritflugor. Inga underarter finns listade i Catalogue of Life.